# César Camacho

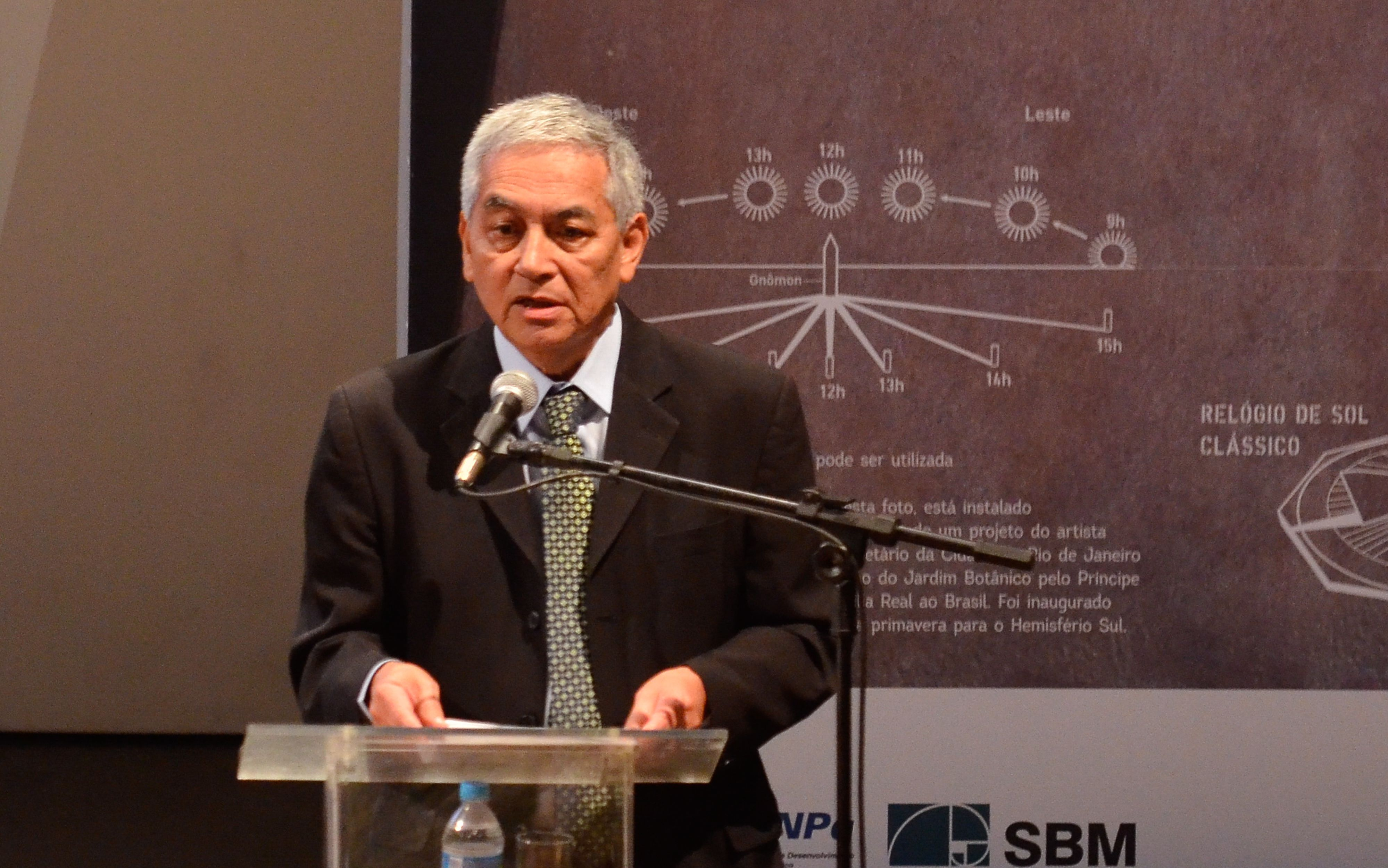
César Camacho 2015

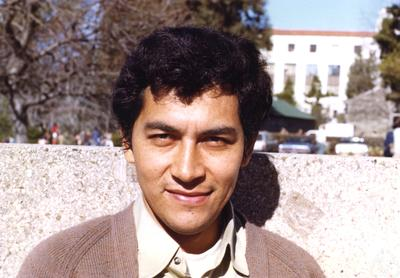
César Camacho 1980

César Camacho, auch César Leopoldo Camacho Manco (* 15. April 1943 in Lima) ist ein peruanisch-brasilianischer Mathematiker, der Professor in Rio de Janeiro am Instituto de Matemática Pura e Aplicada (IMPA) ist.
Camacho studierte bis zum Abschluss 1964 Mathematik und Physik an der Universidad Nacional de Ingenieria in Lima. Danach ging er als Mathematiker an die Universidade de Brasília und erhielt 1966 seinen Diplomabschluss in Mathematik am IMPA in Rio. Er war ab 1967 an der University of California, Berkeley, an der er 1971 bei Stephen Smale promoviert wurde (On {\displaystyle R^{k}} x {\displaystyle Z^{l}} actions). Er war danach wieder am IMPA und ab 2004 Direktor des IMPA. 
Er ist Mitglied der Brasilianischen Akademie der Wissenschaften.
Camacho befasst sich mit Dynamischen Systemen und deren Topologie.
Er erhielt 2005 die Carlos-Chagas-Filho-Medaille (Medalha Carlos Chagas Filho), wurde 1996 Kommandeur des Ordem Nacional do Mérito Científico und erhielt 2000 das Großkreuz des Ordem Nacional do Mérito Científico. 1996 erhielt er den Preis der Third World Academy of Sciences, den Premio Almirante Álvaro Alberto und den nationalen Preis für Wissenschaft und Technologie von Brasilien (Prêmio Nacional de Ciência e Tecnologia). 
1990 war er Invited Speaker auf dem Internationalen Mathematikerkongress in Kyoto (Problems on limit sets on foliations of complex projective spaces). Er war zweimal Präsident der Brasilianischen Mathematischen Gesellschaft.

## Schriften
- mit A. Lins Neto: The topology of integrable differential forms near a singularity. In: Publications Mathématiques de l´IHES, Band. 55, 1981, S. 5–35
- mit P. Sad: Invariant varieties through singularities of holomorphic vector fields. In: Annals of Mathematics, Band 115, 1982, S. 579–595
- mit P. Sad: Topological classification and bifurcation of holomorphic vector fields with resonances. In: Inventiones Mathematicae, Band 67, 1982, S. 447–472
- mit A. Lins Neto, P. Sad: Topological invariants and equidesingularization for holomorphic vector fields. In: Journal of Differential Geometry, Band 20, 1984, S. 143–174
- Quadratic forms and holomorphic foliations on singular surfaces. In: Mathematische Annalen, Band  282, 1988, S. 177–184